# Панамская федерация футбола
Пана́мская федера́ция футбо́ла (ФЕПАФУТ) (исп. Federación Panameña de Fútbol (FEPAFUT)) — организация, осуществляющая контроль и управление футболом в Панаме. Располагается в столице государства — Панаме. ПФФ основана в 1937 году, вступила в ФИФА в 1938 году, а в КОНКАКАФ — в 1961 году, сразу после создания организации. В 1991 году стала одним из членов-основателей УНКАФ. Федерация организует деятельность и управляет национальными сборными по футболу (мужской, женской, молодёжными). Под эгидой федерации проводится чемпионат страны и многие другие соревнования.